# Karsenia koreana
Karsenia koreana är en groddjursart som beskrevs av Min, Yang, Bonett, Vieites, Brandon och David Burton Wake 2005. Karsenia koreana är ensam i släktet Karsenia som ingår i familjen lunglösa salamandrar. IUCN kategoriserar arten globalt som livskraftig. Inga underarter finns listade i Catalogue of Life.
Denna salamander är bara känd från sydvästra Sydkorea. Den lever i områden med kalkstensklippor som är täckta av fuktig skog.